# Mozilla Firefox 3.5
Mozilla Firefox 3.5 (precedentemente conosciuto come Mozilla Firefox 3.1 e Shiretoko) è un browser web, che ha rimpiazzato Mozilla Firefox 3.

## Storia
Inizialmente questa versione venne pianificata come point release, cioè come una versione minore che sarebbe dovuta servire da "ponte" tra due release maggiori, pertanto inizialmente fu chiamato "Firefox 3.1".
Il 27 aprile 2009, con il rilascio della beta 4, il numero di versione fu cambiato in Firefox 3.5. Il 16 giugno 2009 è entrato nella fase di Release candidate.
Il 30 giugno è stato rilasciato nella sua versione finale.
Nelle prime 24 ore è stato scaricato circa 5 milioni di volte.

## Caratteristiche
Firefox 3.5 implementa alcune nuove caratteristiche che sono già da diverso tempo presenti in altri browser. Tra queste:
- Private browsing
- Nuova funzione per cancellare le pagine visitate più di recente
- La ricerca con la barra degli indirizzi supporta caratteri speciali[3]
- Supporto per alcune caratteristiche dell'HTML 5 come i tag <video> e <audio>[3]
- Supporto per le API di geolocalizzazione[3]
- Supporto nativo per il JSON
- Supporto per l'elemento CSS 3 @font-face
- Maggiore supporto per gli standard CSS 2.1 e 3[3]
- Performance sul caricamento delle pagine e sull'esecuzione del codice JavaScript migliorate
- Funzionalità web workers thread per velocizzare l'esecuzione di codice JavaScript
- Nuovo logo, parzialmente ridisegnato[4]

## Versioni

### Versioni preliminari
Le versioni di test pubblicate sono:
- Shiretoko 3.1 Alpha 1 (3.1a1) - 28 luglio 2008
- Shiretoko 3.1 Alpha 2 (3.1a2) - 5 settembre 2008
- Mozilla Firefox 3.1 Beta 1 (3.1b1) – 14 ottobre 2008[3]
- Mozilla Firefox 3.1 Beta 2 (3.1b2) – 8 dicembre 2008[5]
- Mozilla Firefox 3.1 Beta 3 (3.1b3) – 12 marzo 2009[6]
- Mozilla Firefox 3.5 Beta 4 (3.5b4) – 27 aprile 2009[7]
- Mozilla Firefox 3.5 Beta 99 (Firefox 3.5 preview) (3.5b99) – 8 giugno 2009[8]
- Mozilla Firefox 3.5 RC 1 (3.5RC1) – 16 giugno 2009[9]
- Mozilla Firefox 3.5 RC 2 (3.5RC2) – 19 giugno 2009[9]
- Mozilla Firefox 3.5 RC 3 (3.5RC3) – 24 giugno 2009[9]

### Versioni finali
Dall'uscita della versione finale, sono state pubblicate le seguenti versioni stabili:
- Mozilla Firefox 3.5  – 30 giugno 2009[10]
- Mozilla Firefox 3.5.1 – 16 luglio 2009[11]
- Mozilla Firefox 3.5.2 – 3 agosto 2009[12]
- Mozilla Firefox 3.5.3 – 9 settembre 2009[13]
- Mozilla Firefox 3.5.4 – 27 ottobre 2009[14]
- Mozilla Firefox 3.5.5 – 5 novembre 2009[15]
- Mozilla Firefox 3.5.6 – 15 dicembre 2009[16]
- Mozilla Firefox 3.5.7 – 5 gennaio 2010[17]
- Mozilla Firefox 3.5.8 – 17 febbraio 2010[18]
- Mozilla Firefox 3.5.9 – 30 marzo 2010[19]
- Mozilla Firefox 3.5.10 – 22 giugno 2010[20]
- Mozilla Firefox 3.5.11 - 20 luglio 2010[21]
- Mozilla Firefox 3.5.12 - 7 settembre 2010[22]
- Mozilla Firefox 3.5.13 - 15 settembre 2010[23]
- Mozilla Firefox 3.5.14 - 19 ottobre 2010[24]
- Mozilla Firefox 3.5.15 - 27 ottobre 2010[25]
- Mozilla Firefox 3.5.16 - 9 dicembre 2010
- Mozilla Firefox 3.5.17 - 1º marzo 2011
- Mozilla Firefox 3.5.18 - 22 marzo 2011
- Mozilla Firefox 3.5.19 - 28 aprile 2011

Dopo la versione 3.5.19 non verranno rilasciati più aggiornamenti per Firefox 3.5.